# Johan Christian Fabricius
Johan Christian Fabricius (Tondern, Jutlandia, actual Dinamarca; 7 de enero de 1745 – † Kiel, 3 de marzo de 1808) fue un naturalista, entomólogo, carcinólogo y economista danés.
Fabricius nació en Tondern en Jutlandia Sur, hoy Dinamarca. Estudió en Altona barrio de Hamburgo y entró en la Universidad de Copenhague en 1762. Fabricius el mismo año viajó junto con su amigo y pariente Johan Zoega a la Universidad de Upsala, dónde estudió bajo la tutela de Carlos Linneo durante dos años.
Fabricius trabajó principalmente con artrópodos y era un especialista en insectos, clasificó las arañas incluida la viuda negra. Fue profesor de Historia Natural, economía y finanzas en la Universidad de Kiel en 1775. Fue un visitante regular del Museo de Londres, donde estudió muchas colecciones.

## Obras

### Entomología
- Systema Entomologiae sistens insectorum classes, ordines, genera, species, adiectis synonymis, locis, descriptionibus, observationibus. Libraria Kortii, Flensburgi et Lipsiae. 832 pp. 1775
- Genera Insectorum; Species insectorum sistens eorum differentias specificas, synonymia auctorum, loca natalia, metamorphosis, etc... 1776
- Philosophia Entomológica. 1778
- Anfangsgründe der oekonomischen Wissenschaften, 1778
- Species insectorum. 552 pp. 1781
- Über die Volksvermehrung, insonderheit in Dänemark. 1781
- Mantissa Insectorum. 1787
- Entomologia Systematica emendata et aucta: Secundum classes, ordines, genera, species, adjectis synonimis, locis, observationibus, descriptionibus. 5 tomos. 519 pp. 1792-1794
- Supplementum Entomologiae Systematicae. 572 pp. 1798
- Systema Eleutheratorum. 1801
- Rhyngotorum. 1803
- Systema Piezatorum. Carolum Reichard, Brunsviga. 439 pp. 1804
- Antliatorum. 1805

### Economía
- Von der Volks-Vermehrung insonderheit in Dännemark. Hamburg und Kiel, bey C. E. Bohn, 1781. 88 pp.

## Honores
Miembro de
- en 1794: Deutsche Akademie der Naturforscher Leopoldina

## Abreviatura (zoología)
La abreviatura Fabricius  se emplea para indicar a Johan Christian Fabricius como autoridad en la descripción y taxonomía en zoología.